# Cryptolestes corticinus
Cryptolestes corticinus là một loài bọ cánh cứng trong họ Laemophloeidae. Loài này được Erichson miêu tả khoa học năm 1846.